# دهستان اسلام‌آباد (زرند)
دهستان اسلام‌آباد نام دهستانی در بخش مرکزی شهرستان زرند، استان کرمان در ایران است. براساس سرشماری مرکز آمار ایران در سال ۱۳۸۵، جمعیت آن ۸۳۰ نفر (۲۱۰ خانوار) بوده‌است.